# Habije
Habije je české rodové jméno pro ptáky dvou rodů z čeledi Passerellidae, a to rodů Arremon a Arremonops.
Uvedené druhy se v přírodě vyskytují v Americe od severní Argentiny a Paraguaye na jihu a na severu zasahují do Texasu.
Český název „habije“ nelze spojovat s latinským rodem Habia, který patří do čeledi kardinálovitých a jeho příslušníci nesou české rodové jméno tangara.
| Český název                                                           | Latinský název                                                                                 | Obrázek | Domovina | Poddruhy (poznámka) |
| --------------------------------------------------------------------- | ---------------------------------------------------------------------------------------------- | ------- | -------- | --- |
| habije bahijská                                                       | Arremon franciscanus Raposo, 1997                                                              |         |          | (téměř ohrožený) |
| habije bělokřídlá synonymum strnádek běloskrvnný Dresserův            |                                                                                                |         |          | |
| habije bělokřídlá Paynterova synonymum strnádek běloskrvnný Paynterův |                                                                                                |         |          | |
| habije brazilská                                                      | Arremon semitorquatus Swainson, 1837 syn. (Arremon taciturnus semitorquatus)                   |         |          | |
| habije černohlavá synonymum pipilo černočapkový                       |                                                                                                |         |          | |
| habije černopásá                                                      | Arremonops conirostris (Bonaparte, 1850)                                                       |         |          | A. c. conirostris A. c. inexpectatus A. c. pastazae A. c. richmondi A. c. striaticeps A. c. umbrinus A. c. viridicatus                                                       |
| habije černotemenná                                                   | Arremon abeillei Lesson, 1844                                                                  |         |          | A. a. abeillei A. a. nigriceps |
| habije mexická synonymum pipilo kaštanovotýlý mexický                 |                                                                                                |         |          | |
| habije olivová                                                        | Arremonops rufivirgatus (Lawrence, 1851)                                                       |         |          | A. r. chiapensis A. r. crassirostris A. r. rhyptothorax A. r. ridgwayi A. r. rufivirgatus A. r. sinaloae A. r. sumichrasti A. r. superciliosus A. r. verticalis              |
| habije oranžovozobá                                                   | Arremon aurantiirostris Lafresnaye, 1847                                                       |         |          | A. a. aurantiirostris A. a. erythrorhynchus A. a. occidentalis A. a. rufidorsalis A. a. santarosae A. a. saturatus A. a. spectabilis A. a. strictocollaris                   |
| habije pruhoprsá syn. (habije pruhohlavá)                             | Arremon taciturnus (Hermann, 1783)                                                             |         |          | A. t. axillaris (h. p. skvrnoprsá) A. t. nigrirostris A. t. taciturnus |
| habije skvrnoprsá synonymum habije pruhoprsá skvrnoprsá               | Arremon taciturnus axillaris P. L. Sclater, 1854                                               |         |          | |
| habije šafránová syn. (habije šafránovězobá)                          | Arremon flavirostris Swainson, 1838                                                            |         |          | A. f. devillii A. f. flavirostris A. f. polionotus |
| habije tokuánská                                                      | Arremonops tocuyensis Todd, 1912                                                               |         |          | |
| habije zelenohřbetá                                                   | Arremonops chloronotus (Salvin, 1861)                                                          |         |          | A. c. chloronotus A. c. twomeyi |
| habije zlatoramenná syn. (habije zlatokřídlá)                         | Arremon schlegeli Bonaparte, 1850                                                              |         |          | A. s. canidorsum A. s. fratruelis A. s. schlegeli |
| Druhy rodu Arremon bez českého názvu                                  |                                                                                                |         |          | |
|                                                                       | Arremon assimilis (Boissonneau, 1840) syn. (Buarremon torquatus assimilis)                     |         |          | A. a. assimilis A. a. larensis A. a. nigrifrons A. a. poliophrys |
|                                                                       | Arremon basilicus (Bangs, 1898) syn. (Buarremon basilicus) (Atlapetes assimilis basilicus)     |         |          | (téměř ohrožený) |
|                                                                       | Arremon costaricensis (Bangs, 1907) syn. (Buarremon torquatus costaricensis)                   |         |          | |
|                                                                       | Arremon dorbignii P. L. Sclater, 1856 syn. (Arremon flavirostris dorbignii)                    |         |          | |
|                                                                       | Arremon perijanus (Phelps & Gilliard, 1940) syn. (Buarremon torquatus perijanus)               |         |          | |
|                                                                       | Arremon phaeopleurus (P. L. Sclater, 1856) syn. (Buarremon torquatus phaeopleurus)             |         |          | |
|                                                                       | Arremon phygas (Berlepsch, 1912) syn. (Buarremon torquatus phygas)                             |         |          | (zranitelný) |
| Druhy rodu Arremon s jiným českým rodovým názvem                      |                                                                                                |         |          | |
| pipilo černočapkový syn. (habije černohlavá)                          | Arremon atricapillus (Lawrence, 1874) syn. (Buarremon atricapillus) (Atlapetes atricapillus)   |         |          | A. a. atricapillus A. a. tacarcunae |
| pipilo kaštanovotýlý                                                  | Arremon brunneinucha (Lafresnaye, 1839) syn. (Buarremon brunneinucha) (Atlapetes brunneinucha) |         |          | A. b. alleni A. b. allinornatus A. b. apertus (habije mexická) (pipilo mexický) A. b. brunneinucha A. b. elsae A. b. frontalis A. b. inornatus A. b. macrourus A. b. suttoni |
| pipilo pruhohlavý                                                     | Arremon torquatus (d'Orbigny & Lafresnaye, 1837) syn. (Embernagra torquata)                    |         |          | A. t. borellii A. t. fimbriatus A. t. torquatus |
| pipilo zelenopruhý                                                    | Arremon virenticeps (Bonaparte, 1855) syn. (Buarremon virenticeps) (virenticeps)               |         |          | |
| strnádek olivový                                                      | Arremon castaneiceps (Sclater, 1859) syn. (Buarremon castaneiceps) (Lysurus castaneiceps)      |         |          | |
| strnádek tlustozobý                                                   | Arremon crassirostris (Cassin, 1865) syn. (Lysurus crassirostris)                              |         |          | |